# Сами Џо Карингтон
Саманта Џозефин Дин је измишљени лик из АБЦ-ове телевизијске серије Династија који су створили Ричард и Естер Шапиро. Она је сестричине средишње протагонисткиње Кристал Карингтон (Линда Еванс). Семи Џо се удала и има сина са Стивеном Карингтоном (Ал Корли, а касније Џек Колман).
Лик је почела да тумачи глумица Хедер Локлер током друге сезона 1981. године, а Семи Џо је одмах постала главни лик иако се од треће до пете сезоне појављивала у само по неколико епизода у сезони, а 1985. године је Локлерова поново постала једна од главних улога. Лик је остао у серији до краја 1989. године, а Локлерова је поново тумачила лик у мини-серији Династија: На окупу 1991. године.
У римејку серије из 2017. године канала ЦВ, глумац Рафаел де ла Фуенте тумачи педерску варијанту лика под именом Сем "Семи Џо" Џоунс.

## Изворна серија

### Приче

#### Сезона два
После путовања у вези ауто трка са својим очухом Френком Дином, млада Семи Џо Дин је послата у Денвер код своје тетке Кристал која се надавно удала за милионера Блејка Карингтона. Семи Џо је почела да се забавља са Блејковим сином Стивеном који се борио са својим опредељењем. Ни Блејка ни његову бившу супругу Алексис није нешто занимала Семи Џо која је била мало другачија од њиховог укуса. Семи Џо и Стивен су наставили да се забављају упркос неодобравању од стране остатка породице. Ускоро је било јасно да се Семи Џо удала за Стивена због његовог новца јер је почела да купује скупу одећу, а рачуне да шаље Блејку. Семи Џо је чула када је Стивен разговарао са Алексис о тома да можда Блејк није Фалонин рођени отац. Када се касније пијана посвађала са Фалон на пријему, Семи Џо је рекла Фалон за то. Трудна Фалон је отишла узнемирена и имала судар па је морала хитно на царски рез. Када је Алексис сазнала да је Семи Џо рекла Фалон да Блејк није њен отац, она јој је понудила признаницу на 20000 како би потписала изјаву да она и Стивен још нису конзумирали Брак да би могао да се поништи. Семи Џо је одбила да потпише изјаву и њоме је уцењивала Алексис претећи да ће је показати Стивену, али је узела 20000 и отишла из Денвера. Стивен је отишао за њом у Холивуд, али га је она отерала и рекла му да он не може да јој да материјалне ствари које жели.

#### Сезона три
Док је Стивен био нестао и претпостављено погинуо у праску на нафтној бушотини, Семи Џо се вратила у Денвер са новорођенчедом Денијем за кога је рекла да је Стивенов. Семи Џо је оставила дете Блејку и Кристал и вратила се у Њујорк како би наставила манекенску каријеру. Када се Стивен појавио жив, он је отишао у Њујорк и предожио да се венчају. Семи Џо је одбила.

#### Сезона четири
Стивенова нова супруга Клаудија је почела да прима поклоне и позиве од свог изгледа покојног супруга Метјуа. Стивен и Клаудија су на крају открили да је то дело Моргана Хеса, личног истражитеља са везама са Алексис. Међутим, Семи Џо је унајмила Хеса и вратила се у Денвер да се бори за старатељство над Денијем.

#### Сезона пет
Семи Џо је преварила Стивеновог брата Адама да је одвезе у ваздушну луку како би отела Денија. Захтевала је 30000 месечно за његов повратак. Клаудија је убедила Адама да помогне Денијев повратак што је он и учинио па се Семи Џо вратила у Њујорк поражена. Касније је Кристал посетила Семи Џо са Данијелом Рисом за кога је рекла да јој је отац. Данијел је убрзо умро, а његово богатство је остало Семи Џо. Ипак, Кристал је била извршитељка и није дозволила да га преузме док се "не поправи". Семи Џо се бесна вратила у Њујорк жељна освете. Док се њена другарица глумица Рита Лесли спремала за нову улогу носећи плаву перику, Семи Џо је схватила да она личи на Кристал.

#### Сезона шест
Семи Џо је смислила да искористи Риту како би преварила штедионицу да јој исплати наследство. Убрзо је Ритин дечко Џоел Абригор преузео план у намери да Рита проневери што више Блејковог новца може. Џоел је отео Кристал, а Рита се убацила место ње у вилу. Семи Џо је план почео да смета када је посумњала да Џоел и Рита трују Блејка. У епизоди „Узбуна” (из 1986) преплашена Семи Џо је све признала Стивену. Он је спасио оца од Рите, а Семи Џо је ослободила Кристал из заробљеништва. Блејк и Кристал су се договорили да не подижу оптужницу против Семи Џо у замену за њену помоћ у потрази полиције за Џоелом и Ритом. Семи Џо је почела да се забавља са Клејем Фалмонтом. Кад га је ухватила како се љуби са својом бившом девојком Амандом Карингтон − иначе Стивеновом млађом сестром − у хотелу "Ла Мираж", њих две су се потукле и пале у базен док је хотел захватао пламен.

#### Сезона седам
Семи Џо је рекла Клеју да је трудна у епизоди „Избор” па су се венчали у епизоди „Писмо”. Затим је открила да није трудна, али се плашила да каже Клеју, међутим, ипак је рекла па су поништили брак у епизоди „Рођендан”. Пошто је Дени почео да прави тешкоће по школи због сукоба својих родитеља око старатељства, Семи Џо и Стивен су у епизоди „Испит” одлучили да живе платонски заједно како би Денију пружили обичан живот. Они су завршили у кревету у епизоди „Хаљина”, али је Стивен схватио да је то грешка у епизоди „Валез” па се иселио.

#### Сезона осам
Стивену се није свиђало што се Семи Џо забавља са Џошом Харисом, беком ногометне екипе која је у Стивеновом власништву. Џош је отишао из екипе због зависности од кокаина и запросио је Семи Џо. Кад га је одбила, он је узео прекомерну количину и убои се. Семи Џо је почела да се забавља са Џефом Колбијем па ју је и он запросио. Она је прихватила, али није знала да се виђа са својом бившом супругом и Стивеновом сестром Фалон.

#### Сезона девет
Семи Џо се суочила са Фалон око Џефа па су се потукле у блату. То се завршило смехом када су схватиле да ни једна ни друга не желе Џефа. Семи Џо је почела да се забавља са Танером МекБрајдом, али је сазнала да је он свештеник.

#### На окупу (1991)
У мини-серији Династија: На окупу 1991. године, Семи Џо се вратила својој манекенској каријери у Новом Јиорку. Она се забавља са својим жењеним шефом па је због тога на крају добила отказ. Семи Џо се вратила у Денвер где ју је дочекала породица Карингтон.

## Римејк
Пробна епизода римејка Династије  за канал ЦВ је најављена у септембру 2016. године, а Рафаел де ла Фуенте је изабран да тумачи Семјуела Џосају Џоунса, педерску варијенту Семи Џо у марту 2017. године. Нова серије је почела на каналу ЦВ 11. октобра 2017. године.

### О лику
Сестрић Кристал Флорес (Натали Кели), шпанске варијанте Кристал из изворне серије, Сем је "слатки сплеткарош" који је у вези са Стивеном Каринтоном (Џејмс МекКеј). Извршна продуценткиња Стефани Саваџ је рекла: "Пошто је Стивен отворен и поносан, имало је смисла да Семи Џо буде мушко". Извршна продуценткиња је рекла да Сем ина све "сваку божју помешану проблематичну вибру коју је имала Хедер Локлер у изворној серији". Де ла Фуенте је рекао за лик: "Срце му је на правом месту, али је имао тешко детињство па је морао да научи како да преживи. Понекад је мало безобразан и воли да сплеткари, али није лош човек. Он неће ником ништа". Према де ла Фуентеу, "Он није прави зликовац, али прави безобразлуке. Ја мислим да ће публика да га заволи јер она на неки свој начин ради забавне и љупке ствари. Он користи своје природно опредељење и љупкост како би се извукао за убиство, а забавно га је гледати јер је понекад малко нечувен". Сем је такође одан својој тетки Кристал са којојм дели неку тајанствену прошлост из Венецуеле.
Патрикова је рекла за Сема: "Некако је било исправно да учиниом њега [Стивеновом] сродном душом". Де ла Фуенте је рекао, ипак, да ће његов однос са Стивеном бити "тобоган смрти" који ће имати "брзе опасне кривине". За привлачење међу ликовима рекао је:
Стивенова повученост и то како је добар, ја мислим, задивљује Сема који мисли да је то забавно па покушава да га отвори и зближи се са њим. А Стивена невероватно занима какав у је тренутку, понекад и немаран, Сем јер је он тако оштар и добар. Зато је забавна и занимљива динамика јер су њих двојица потпуно различити.
За сема и кућепазитеља Андерса Патрикова је рекла: "Увели смо њихово пријатељство па сам их потпуно зграбила. Затварање њих у подрум је било много забавно... Семи Џо се увек уваљује преко главе па је било логично да њега прво онесвестимо. А најзабавнија особа са којом је могао да буде закључан у подруму био је Андерс".

### Приче

#### Сезона један
У првој епизоди „Једва те познадох”, Сем је провео једну ноћ са Стивеном и нешто његовог новца је ставио себи у џеп. Касније су се поново срели и схватили су да је Семова тетка Кристал Флорес Стивенова маћеха. Стивен је покушао да не усложњава ствари држећи се даље од Сема који је остао у вили, али су га придобили Семова присила и озбиљност. У међувремену је Семова мајка Ирис запала у невољу па јој је затребао новац, али Кристал није могла да га пошаље, а да Блејк не сазна. Како би обезбедио слање новца, Сем је средио да један његов друг украде Кристалин веренички прстен и друге драгоцености на пријему у епизоди „Криви су необезбеђени људи”. И оптужујући мобилни који је био међу Блејковим стварима је такође украден, а Сем се обратио Стивену за помоћ како би га вратили у епизоди „Лично к'о циркус”. Сем се наљутио када је Стивен укључио полицију, а није му рекао, а таман кад је требало да се помире, Сем се покајао и признао своју умешаност у пљачки бесном Стивену. У епизоди „Курва из друштва”, Кућепазитељ Андерс је сместио Сему сусрет са Стивеновим бившим дечком Тедом Динардом. Стивен је остао растрзан кад је сазнао да су Тед и Сем спавали, а Сем се покајао и објаснио му да се толико труди да преживи да његове невоље одбацују прилике. У епизоди „Најбоље у животу”, Кристал се сетила како је због Семовог насилног оца Алехандра имала побачај док је покушавала да заштити своју сестру Ирис. Ирис је дошла у Атланту за одмор у епизоди „Дно дна”, а Сем је остао потресен кад је сазнао да је Кристал убила његовог оца Алехандра док је бранила Ирис у Венецуели. У епизоди „Добро обучена тарантула”, Сем је постао хладан према Кристал јер је због ње веровао да је његов отац напустио своју породицу. Жив и у талу са Ирис, Алехандро се састао са осећајним Семом који нема појма да његови родитељи користе Кристал за своје мутне радње са "Карингтон−Атлантиком". Сем је помогао Кристал и Алехандра да раскринкају Алехандра и Ирис тако што је узео очев телефон и њиме преварио његове саучеснике.
Сем и Стивен су се иселили из виле како би живели заједно као платонски пријатељи, а Фалон је запослила Сема као свог помоћника. У епизоди „Само невоља”, узнемирени Тед се појавио у њиховом стану и, пошто се дрогирао и веровао да су Стивен и Сем у вези, исценирао је тучу са Семом па је побегао кроз прозор. Сем је признао Стивену да је на црно о земљи у епизоди „Житије по Блејку Карингтону” па се Стивен ушуњао у Тедову болничку собу како би украо минђушу која повезује Сема са несрећом. Андерс је наместио састанак Сему са заступником у вези зеленог картона. У епизоди „Сад је на нас ред”, Сем је био повређен кад је Стивен одлучио да не распламсава поново њихову везу па је замолио Фалон да му нађе некога са ким би ишао на њену удају. Стивен је био љубоморан кад је видео Сема како упознаје своју пратњу Лијама Ридлија, али су на крају Стивен и Сем одлучили да ипак наставе везу. Како је Сему претило враћање у родну земљу, Стивен је спавао са супругом сенатора Данијелса Мелисом са којом је имао прељубу 10 година раније како би обезбедио визу за Сема у епизоди „Јадна мала богаташица”. Стивен је запросио Сема док је хвалио свог деду Томаса. Како је веровала да Сем није за њеног сина, Стивенова ново-враћена мајка Алексис Карингтон је покушала да му смести крађу у једној продавници у епизоди „Не варај преваранта”. Фалон је прекинула тај план, а Сем јој је помогао да раскринкају Алексис и њене сплетке Стивену. Стивен и Сем су се венчали у епизоди „Мртвац долази”, али су Карингтонови на крају остали заробљени у пожару. Сем је успео да побегне, али Стивена нису могли да нађу.

#### Сезона два
На почетку друге сезоне у епизоди „Двадесетдва комарца”, Сем је био у жалости због Кристал која је погинула у пожару. Неколико жена се појавило и тврдило да су жена од које је Кристал − чије је право име Силија Махадо − украла име. Сем је знао довољно појединости да схвати да лажу. Стивен још није рекао Сему за Мелисину трудноћу која је почела да се примећује. Блејк је открио истину о Мелиси Сему који је прихватио вест о детету као позитивну ствар у свом животу.